# Gustavo Jalkh
Pour les articles homonymes, voir Jalkh.
Gustavo Jalkh, de son nom complet Charbel Gustavo Jalkh Röben, est un juriste et un homme politique équatorien, né le 4 décembre 1966 à Guayaquil. Il est ministre de l'Intérieur puis ministre de la Justice sous la présidence de Rafael Correa.

## Biographie
Jalkh étudie le droit international à l'université Paris-I, en France, où il obtient un diplôme d'études approfondies (DEA) et un doctorat grâce à une thèse sur le statut juridique du golfe de Fonseca et le conflit entre les Honduras et le Salvador à ce sujet. Il obtient ensuite un LL.D. à l'université pontificale catholique d'Équateur, puis il enseigne dans plusieurs universités. Il travaille pendant dix années pour l'organisation Projusticia.
Il est ministre de la Justice de l'Équateur du 15 novembre 2007 au 12 février 2009. Il est nommé ministre de l'Intérieur le 11 février 2009 mais démissionne de ce poste le 17 décembre 2010.